# Campo di concentramento di Kottern-Weidach
Il campo di concentramento di Kottern-Weidach è stato un lager nazista istituito inizialmente nel quartiere di Kottern della città di Kempten (Allgäu), poi nel distretto di Weidach. Era un sottocampo dipendente dal lager di Dachau ed è stato attivo dal 1 ottobre 1943 al 27 aprile 1945.